# Tarrus Riley
Tarrus Riley (né Omar Riley, le 26 avril 1979 dans le Bronx, New York, États-Unis) est un chanteur de reggae jamaïcain, membre du mouvement Rastafari et fils du chanteur de reggae jamaïcain Jimmy Riley.

## Biographie
Riley est né dans le Bronx à New York, puis il grandit en Jamaïque. Son père est le chanteur de reggae vétéran Jimmy Riley. Adolescent, il fait ses premiers enregistrements chez lui. En 2004, il sort son premier album intitulé Challenges. En 2006, son deuxième album Parables le fait connaitre un peu plus, avec deux morceaux qui resteront des hits : Beware et She's Royal. En 2009, avec la sortie de son troisième opus Contagious produit par Cannon Production et distribué par VP Records, que Tarrus Riley renoue avec le succès avec trois titres de l'album : Start Anew, Contagious et Good Girl Gone Bad morceau sur lequel il est accompagné de Konshens et Superman.
En 2012, Riley sort un album acoustique intitulé Mecoustic et fait une tournée européenne avec Dean Fraser, saxophoniste et producteur de son premier album, et le Blak Soil Band.
Il travaille encore avec Dean Fraser sur son dernier album Love Situation sorti en 2014, lequel est décrit comme "un véritable hommage à l'ère du rocksteady" avec des invités comme U-Roy, Big Youth, Konshens et Mr Cheeks. L'album se place en tête du Billboard Reggae Album Chart en février 2014.

## Discographie
- Challenges (2004), VP
- Parables (2006), VP
- Contagious (2009), VP
- Mecoustic (2012), VP
- To the Limit (2013)[3]
- Love Situation (2014), Zojak World Wide